# شينسينغومي
الشينسينغومي (باليابانية: 新選組 أو 新撰組، بالروماجي: Shinsengumi) (المعنى العربية: الفيلق المختار الجديد) كانت فرقة بدور شرطة سرية في نهاية فترة نظام الشوغون.

## خلفية تاريخية
بعد انفتاح اليابان على الغرب بعد زيارة عميد البحرية الأمريكية ماثيو بيري في 1853، ازدادت الفوضى السياسية أكثر فأكثر، وانقسمت الدولة سياسيا إلى أراء متعددة، من بينها سونو جوي (المعنى: نبجل الإمبراطور، ونطرد الهمجيون)، أفرادها المتطرفون بدؤوا بتنفيذ عمليات قتل وشغب في كيوتو العاصمة الإمبراطورية، في 1853 وأملا للرد على ذلك التيار، كون نظام توكوغاوا شوغون فرقة روشيغومي 浪士組، المكونة من مجموعة ساموراي بقيادة رمزية من ماتسودايرا تاداتوشي وفعلية من كيوكاوا هاتشيرو، هدف المجموعة كان حماية توكوغاوا إيموتشي التوكوغاوا الرابع عشر، الذي كان على وشك الذهاب في رحلة إلى كيوتو.

## اقرأ أيضا
- إيشين شيشي
- باكوماتسو
- نظام توكوغاوا شوغون
- استعراش ميجي
- سايتو هاجيمي

## وصلات خارجية
- قاعدة شينسنغومي للمهتمين بالفرقة
- هاجيمينوكيزو موقع مهدى إلى سايتو هاجيمي وأفراد شينسنغومي
- أرشيف الساموراي- صفحة شينسنغومي

‌